# 졸림
졸림 또는 졸음은 잠에 가까운 상태, 잠을 자고 싶은 강렬한 바람, 평소와 달리 오랜 기간 동안 조는 상태를 말한다. 즉, 보통 잠들기 이전 상태를 가리킬 수 있다. 무기력증, 약화, 민첩성 결여와 함께 동반될 수 있다. 어떠한 사람이 매우 피곤할 때, 그 사람은 깜박 졸 수도 있으며 집중력이 떨어진다. 졸림은 차량 운전과 같은 일정한 집중을 요구하는 작업을 수행할 때 위험할 수 있다. 
졸림은 증상이므로 치료는 병인에 따라 달라지게 된다. 병인이 환자의 행위와 삶의 선택에 의한 것인 경우(이를테면 장시간 노동이나 흡연, 정신 상태) 충분한 휴식을 취하고 집중을 방해하는 것을 피하는 것이 도움이 될 수 있다. 스트레스, 분노 등 문제를 일으키는 바를 탐구하고 이러한 감정을 줄이기 위한 단계를 밟아나가는 것이 중요할 수도 있다.

## 같이 보기
- 불면증
- 수면 장애
- 피곤